# Takbir Bashir
Takbir Bashir, más conocido como Tak es un rapero miembro de Styles of Beyond y Fort Minor.

## Biografía
Nació en el barrio neoyorquino de Queens. Conoció a Dj Cheapshot en el instituto, y a Ryan Patrick Maginn en la universidad. 
Tras su paso por el instituto, donde jugó con su compañero de grupo Dj Cheapshot en el equipo de fútbol conoció a Ryan Patrick Maginn (Ryu) en la universidad y entre los tres formaron el grupo Styles of Beyond.
Con este grupo compuso el álbum 2000 Fold, que fue producido por su hermano, directivo de la productora Bilawn Records. La portada del disco fue creada por el rapero Mike Shinoda, que era amigo de la banda antes de ser famoso. 
Posteriormente se uniría al ya mencionado Mike Shinoda y junto a Ryu formaron Fort Minor, proyecto paralelo a Linkin Park y Styles of Beyond. 
Tras grabar 2000 Fold el grupo comenzó a trabajar en un nuevo álbum, que recibiría el nombre de Megadef; pero a mitad de la grabación el grupo se separó.
Takbir tuvo un accidente de coche en el que sufrió daños de diversa consideración y, tras el accidente su buen amigo Ryu le llamó para hablar con él acerca del accidente y del grupo. Decidieron que volverían con el grupo, y recuperaron el antiguo nombre de su álbum a medio acabar: Megadef.
Actualmente el grupo está grabando un nuevo álbum que recibirá el nombre de Reseda Beach cuyo lanzamiento está previsto para el año 2008.
- Datos: Q4575322